# Дейк, Чарльз Ромин
Чарльз Ромин Дейк (англ. Charles Romeyn Dake, подписывал свои произведения как Charles Romyn Dake; 22 декабря 1849, Питтсбург, Пенсильвания, США — 1899) — американский врач-гомеопат и писатель XIX века. В 1873 году окончил Колледж хирургии и общей терапии Колумбийского университета и приступил к врачебной практике в Белвилле, штат Иллинойс. В 1893 становится редактором журнала "Homeopathic News" («Новости гомеопатии»).
Дейк опубликовал два рассказа и один роман — «Странное открытие», продолжение «Повести о приключениях Артура Гордона Пима» Эдгара Аллана По.
В начале 1899 года он узнал, что болен раком лёгких, и покончил жизнь самоубийством.

## Семья
Чарльз Дейк родился в Питтсбурге, штат Пенсильвания, в семье Дэвида Мерита Дейка (англ. David Merit Dake) и Мэри Мэньюль (англ. Mary Manule). Его отец и дядя, Дж. П. Дейк (англ. J.P. Dake) из Нэшвилла, штат Теннесси, тоже были гомеопатами. У него было две дочери и по крайней мере одна внучка, Грейс Бехтольд (англ. Grace Bechtold).

## «Странное открытие»
Роман Дейка стал вторым после «Ледяного сфинкса» Жюля Верна продолжением книги По. Чарльз Дейк опубликовал его через два года после выхода романа Жюля Верна, полностью проигнорировав его содержание. Книга Дейка состоит из двух частей: «Как мы нашли Дирка Петерса» и «История Дирка Петерса».
Умберто Эко в «Шести прогулках в литературных лесах» так отозвался о попытках Верна, Дейка и Лавкрафта продолжить историю, начатую По:

 «... из этого леса мы не выберемся никогда — как не выбрались, например, Жюль Верн, Чарльз Ромин Дейк и Говард Филлипс Лавкрафт, которые решили остаться там и попытаться закончить историю Пима».— Умберто Эко

## Произведения
- The Limits of Imagination, декабрь 1892. — Пределы воображения. Опубликовано в Homœopathic news (Сент-Луис, Миссури). Также были опубликованы переводы на немецком и французском языках.
- The Death and Resurrection of Gerald Deane, май 1893. — Смерть и воскрешение Джеральда Дина. Опубликовано в Homœopathic news (Сент-Луис, Миссури).
- A Strange Discovery / «Странное открытие», 1899[6]. Впервые опубликовано в H. Ingalls Kimball, Нью-Йорк.